# Komik na sobotę
Komik na sobotę – amerykańska tragikomedia z 1992 roku.

## Główne role
- Billy Crystal - Buddy Young Jr.
- David Paymer - Stan
- Julie Warner - Elaine
- Helen Hunt - Annie Wells
- Mary Mara - Susan
- Jerry Orbach - Phil Gussman
- Ron Silver - Larry Meyerson

i inni

## Opis fabuły
Buddy Young Jr. jest komikiem. Swoją karierę zaczął w latach 20. Był wielbiony przez tłumy. Teraz występuje w domach starców lub szpitalach. Uświadamia sobie, że zapomniano o nim...

## Nagrody i nominacje
Oscary za rok 1992
- Najlepszy aktor drugoplanowy - David Paymer (nominacja)

Złote Globy 1992
- Najlepszy aktor w komedii/musicalu - Billy Crystal (nominacja)
- Najlepszy aktor drugoplanowy - David Paymer (nominacja)